# Primærrute 15
De Primærrute 15 is een hoofdweg in Denemarken. De weg loopt van Grenaa via Aarhus en Herning naar Ringkøbing. Het hele traject ligt in Jutland en is ongeveer 203 kilometer lang.
De Primærrute 15 begint bij de haven van Grenaa. Daarna loopt hij rondom Aarhus naar de Herningmotorvejen. Deze autosnelweg loopt via Silkeborg naar Herning. De weg eindigt in Ringkøbing bij de kruising met Sekundærrute 181 in Søndervig ten westen van Ringkøbing.

## Autosnelweg
Drie delen van de weg zijn geclassificeerd als autosnelweg. Deze liggen rondom de plaatsen Aarhus en Herning:
- Djurslandsmotorvejen, ten noorden van Aarhus
- Herningmotorvejen, tussen Aarhus en Herning
- Messemotorvejen, ten zuiden van Herning

De Vejdirektoratet, de Deense variant van Rijkswaterstaat, is op dit moment bezig om de Herningmotorvejen uit te breiden tussen Bording en Funder Bakke. Door de Hørbylunde Bakker, een heuvelgebied dat deel uitmaakt van de Jutlandse heuvels, zal een 700 meter lange brug worden gebouwd. Omdat er een beschermd natuurgebied ligt, worden er innovatieve technieken toegepast om de brug te bouwen.